# Bürgerspital Baden bei Wien

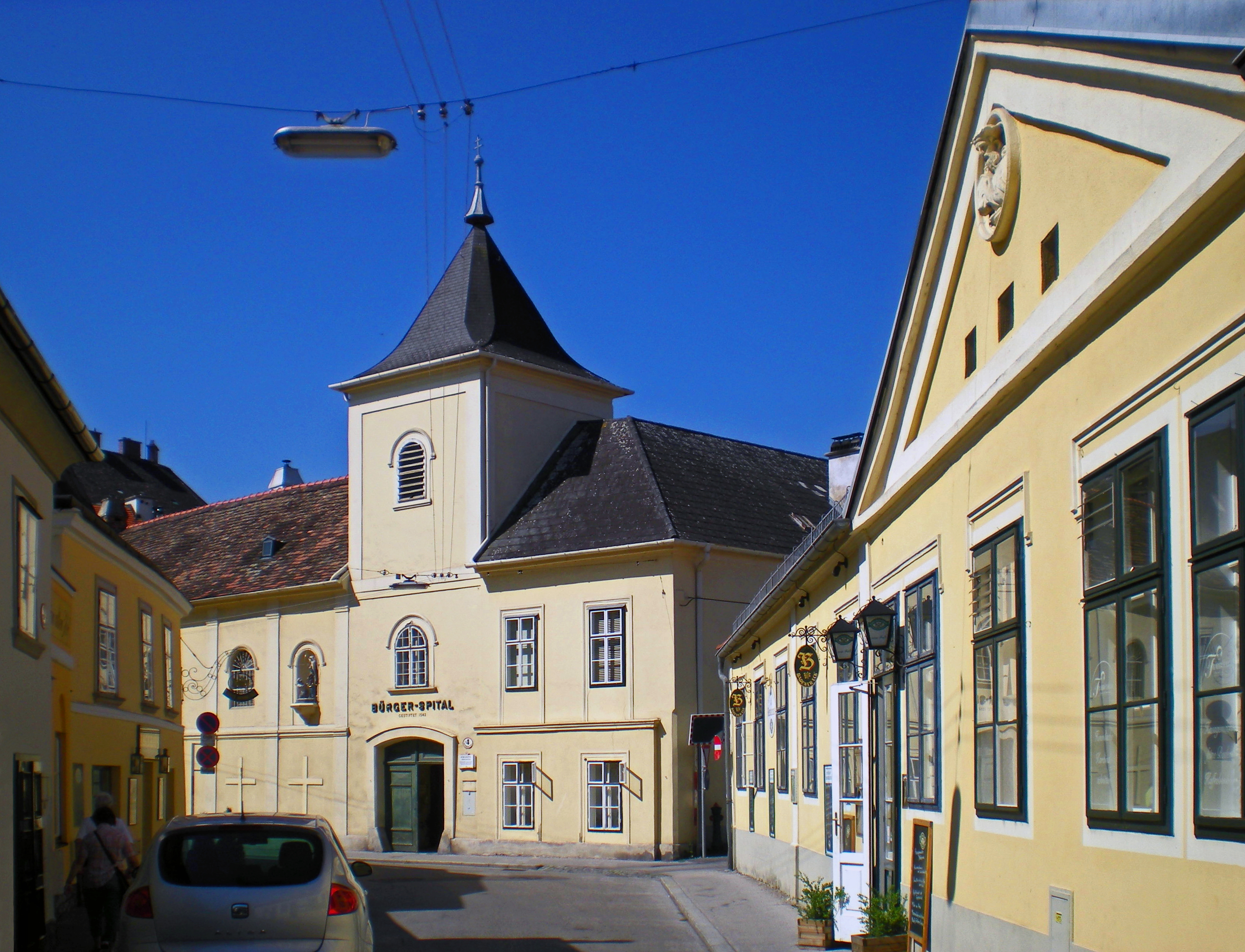
Bürgerspital (bzw. St.-Anna-Mühle)

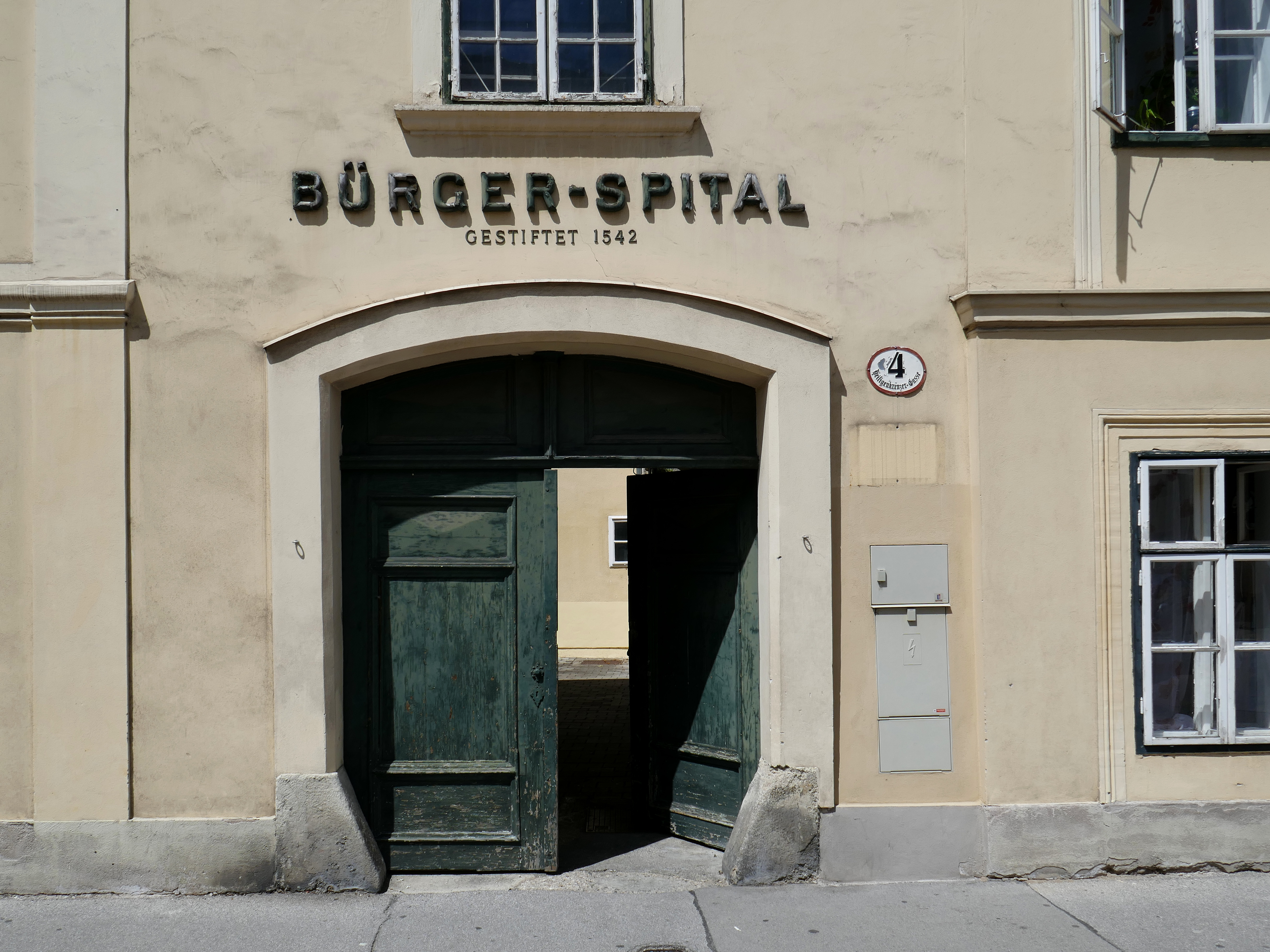
Eingangsportal

Das Bürgerspital in Baden bei Wien war ein im 16. Jahrhundert wieder errichtetes Wohn- und Pflegeheim, das bis zur Mitte des 19. Jahrhunderts in dem heute noch bestehenden Gebäude, Heiligenkreuzer Gasse 4, eingerichtet war. Das Gebäude steht unter Denkmalschutz (Listeneintrag).

## Begriff
Zu den bedeutendsten Sozialeinrichtungen des Mittelalters und der Frühen Neuzeit gehörten Spitäler. Es handelte sich hierbei nicht um Krankenhäuser – für sie war der Ausdruck „Lazarett“ gebräuchlich –, sondern um Heime zur Unterbringung von alten und invaliden Menschen, die ihren Lebensunterhalt nicht durch eigene Arbeit verdienen oder aus Ersparnissen decken konnten. Häufig bedurften sie einer dauernden Pflege. Das Wort Bürgerspital zeigt an, dass diese Institution für verarmte und sieche Bürger bestimmt war.

## Geschichte
Der als Anna-Mühle bekannte Gebäudeteil findet in den Jahren 1312 und 1317 urkundliche Erwähnung, es wird aber angenommen, dass das Bauwerk bereits im 13. Jahrhundert bestanden hat. Frühere Namen sind Spital-, Bruck-, Ochsen- oder Wilhelm-Mühle.

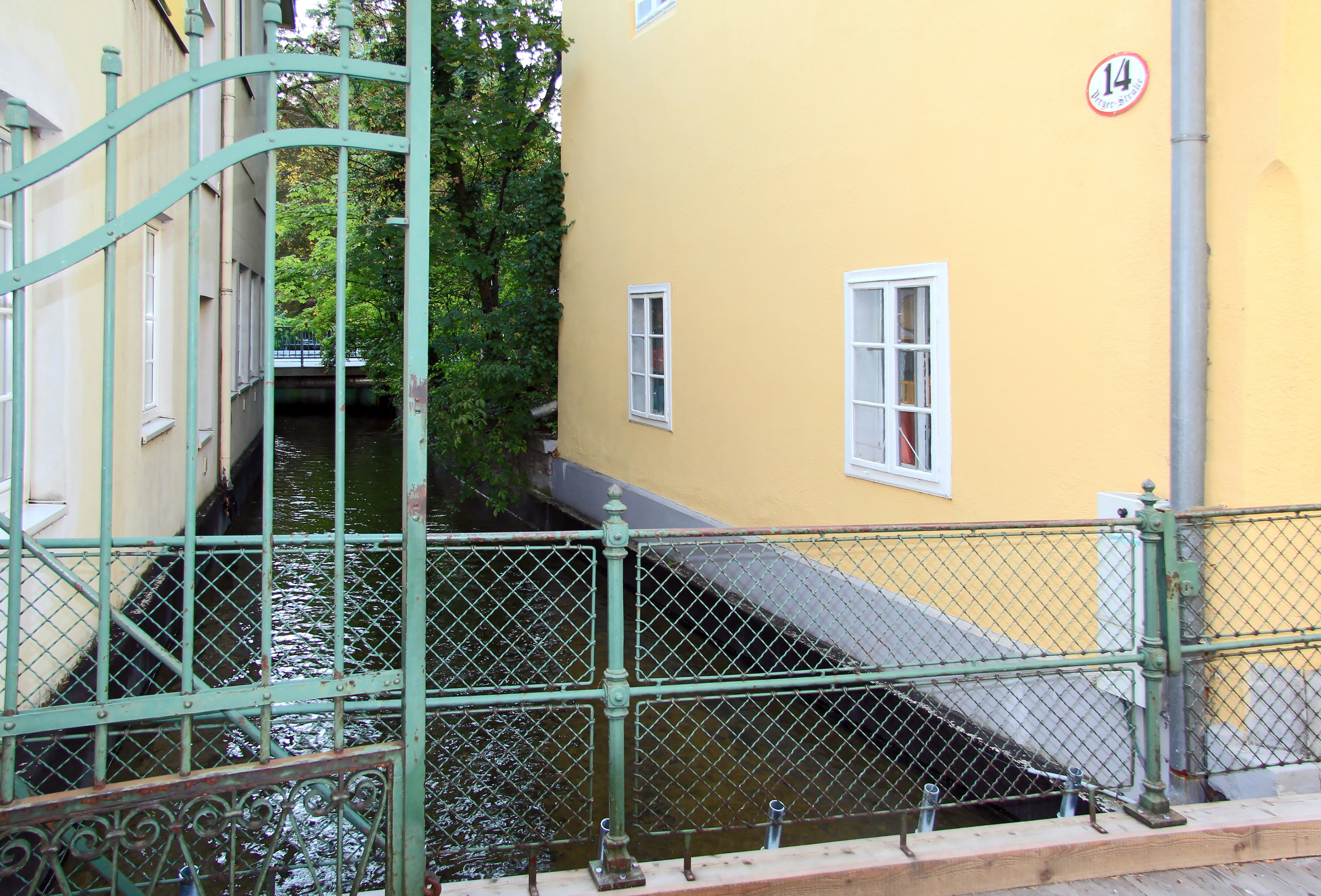
Badener Mühlbach im Bereich des Bürgerspitals, Zugang Pergerstraße

Ein Bürgerspital war in Baden bereits im ausgehenden Mittelalter vorhanden, aber das Gebäude wurde offenbar bei der Türkeninvasion 1529 zerstört, seine finanziellen Grundlagen gingen in der Wirtschaftskrise dieser Jahre verloren. Richter und Rat von Baden bemühten sich um den Wiederaufbau. Am 4. Juni 1537 erhielt die Stadt vom bischöflich-passauischen Offizial die Zustimmung, Badener Kirchengüter zu verkaufen und vom Erlös 70 Gulden für den Wiederaufbau des Bürgerspitals und die Armenfürsorge zu verwenden. Eine Lösung des Problems fand sich 1542 durch die großzügige Stiftung des Ritters Gerwig Auer von Herrenkirchen.
Gerwig Auer von Herrenkirchen entschloss sich, wesentliche Teile seines Vermögens dem Badener Bürgerspital zu widmen, und unterstützte so die Gemeinde in ihren Bestrebungen zur Wiedererrichtung dieser Institution. Er schenkte seinen Hof zu Baden mit Garten und der anschließend gelegenen, vom Badener Mühlbach getriebenen Mühle, eine Liegenschaft, die er 1525 gekauft hatte. Vermutlich wegen des Standes seines Besitzers erhielt die Liegenschaft den Rang eines Freihofes oder Edelmannssitzes, obwohl sie nach wie vor dem Zisterzienserstift Heiligenkreuz grunddienstpflichtig war. Im Stiftbrief wurde ferner festgelegt, dass Richter und Rat einen Spitalmeister zu bestellen haben, der für die Betreuung der Insassen und für die Verwaltung des Stiftungsvermögens zu sorgen, ferner die eingehenden Almosen zu verrechnen habe und alljährlich zu Weihnachten von Richter und Rat in Gegenwart des Pfarrers überprüft werde. Arme konnten auf Leibgedinge oder für eine begrenzte Zeit aufgenommen werden. Die Insassen hatten die Pflicht, für das Seelenheil aller Stifter, insbesondere aber für Gerwig Auer von Herrenkirchen und dessen zwei Ehegattinnen, zu beten. 1551 starb Gerwig Auer von Herrenkirchen; er wurde in der Pfarrkirche von Baden bestattet. Die dem Bürgerspital ab 1545 überlassenen Güter des Badener Augustiner-Eremitenklosters sollten 1583 rückgestellt werden.
1701 erhielt die nach der Zerstörung der Türkeninvasion des Jahres 1683 wiederhergestellte Kapelle in diesem Bürgerspital eine Glocke. Zur 200-Jahr-Feier der Gründung im Jahre 1742 wurde unter dem Stadtrichter Georg Reinwald eine große Gedenktafel mit Chronogramm im ersten Hof des Gebäudes angebracht. 1745 erfolgte eine Neuweihe der St.-Anna-Kapelle durch Weihbischof Josef Heinrich Breitenbucher.
Eine von Maria Theresia 1746 eingesetzte Kommission beschrieb das Badener Bürgerspital folgendermaßen: Durch diese Institution erhielten jeweils zwölf Personen – sechs Männer und sechs Frauen – Wohnung, Betreuung, Kost, Trunk und Kleidung. Sie bestehe aus dem Spitalsgebäude mit einer der Heiligen Anna geweihten Kapelle, einer Mühle mit drei Gängen, einem Brauhaus und einem Garten, alles dem Kloster Heiligenkreuz grunddienstpflichtig. 1753 wurde die Spitalsmühle verkauft, wodurch sich Schwierigkeiten ergaben, weil sie räumlich kaum vom Spitalsgebäude zu trennen war. Der zur Heiligenkreuzer Gasse gelegene Trakt blieb Bürgerspital der Stadt Baden. 1853 wurden die Liegenschaften dem Besitz der Stadtgemeinde zugeschrieben.
Das Bürgerspital wurde in der zweiten Hälfte des 19. Jahrhunderts aufgelassen, das Gebäude als Wohnhaus ausgebaut. 1895 verlegte die Stadt das Bürgerspital in das Straßer’sche Bürgerversorgungshaus (Neustiftgasse), 1905 wurde schließlich das Bezirksarmenhaus gegründet (Wiener Straße).

## Baubeschreibung

### Bürgerspital
Auf der Außenseite der gekrümmten Heiligenkreuzer Gasse gelegen, bildet das Gebäude des ehemaligen Bürgerspitals ein für das Badener Stadtbild bedeutsames, malerisches Motiv. Dieses Gebäude ist zweigeschoßig, über dem Segmentbogentor erhebt sich ein dreigeschoßiger Turmaufbau mit einem vierseitigen Pyramidendach, dessen Ecken abgekantet sind. An der Spitze des Turmaufbaues befindet sich eine kleine Blechhaube. 1836 errichtete man anstelle des früheren Kapellentürmchens bei einer Renovierung den jetzigen Turmaufbau. 1895 kam es wieder zu einer Erneuerung, bei der über dem Tor die Inschrift Bürger-Spital gestiftet 1542 angebracht wurde.
Bei der Gebäuderenovierung 1979 unterzog man auch die links vor dem Tor in der Höhe des ersten Stockwerkes in einer rundbogigen Nische befindliche polychromierte Steinstatue aus dem 17. Jahrhundert einer gründlichen Restaurierung. Diese stellt die heilige Elisabeth von Thüringen dar, wie sie einem Krüppel Almosen reicht.

### St. Annakapelle

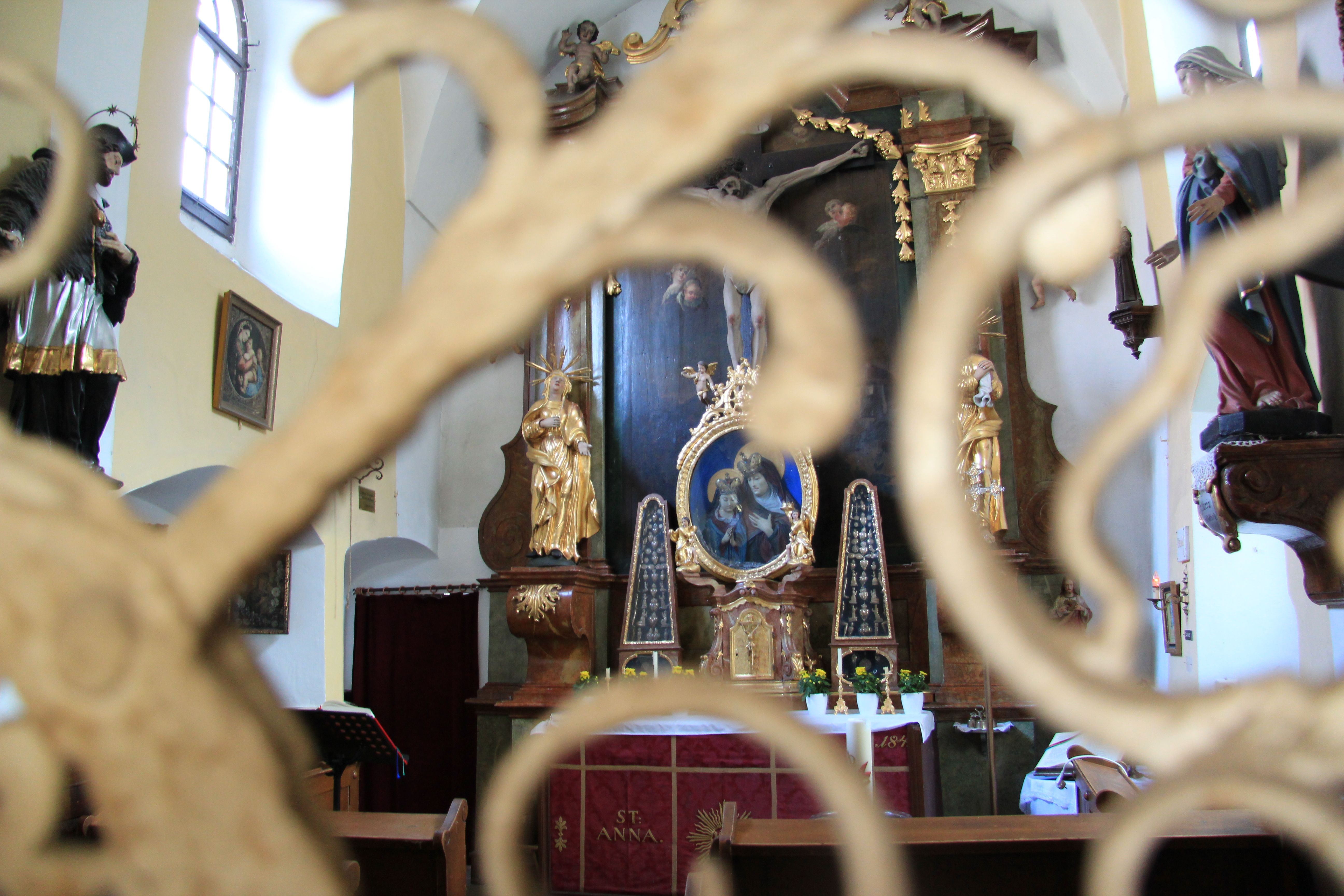
Annakapelle im Inneren des Gebäudes durch die Gittertür der Kapelle

Die von der Einfahrtshalle zugängliche Annakapelle ist ein einschiffiger Raum mit Tonnengewölbe und Stichkappen. Im ersten Stock, über der Einfahrtshalle, befindet sich ein gegen die Kapelle in einem Korbbogen geöffnetes Oratorium mit gotischem Sterngewölbe und birnförmigem Rippenprofil. Der Altar ist aus Holz, marmoriert. über dem Tabernakel findet man eine Halbfigur der heiligen Mutter Anna mit ihrer Tochter Maria, ein Hochrelief aus Wachs, polychromiert, in ovalem Rahmen unter Glas. Es handelt sich um eine interessante Arbeit aus der zweiten Hälfte des 18. Jahrhunderts. Der Altar besitzt einen Pilasteraufbau mit geschweiftem Gebälk, in der Mitte vor einem gemalten Hintergrund einen polychromen Holzkruzifixus. Vor den Pilastern befinden sich auf Voluten Statuen der heiligen Maria und des Apostels Johannes, sozusagen Teile der Kreuzigungsgruppe, ebenfalls aus der zweiten Hälfte des 18. Jahrhunderts. Zwischen den seitlichen Pilastern und dem Mittelrelief erheben sich beiderseits pyramidenförmige barocke Glasbehälter, im Unterteil mit Reliquien, im Oberteil mit Votivzeichen. An den Seitenwänden sind auf Konsolen Statuen angebracht, Arbeiten des 18. Jahrhunderts, linkerhand die des heiligen Johannes Nepomuk und rechterhand die der Muttergottes. Die übrigen zahlreichen Figuren und Bilder in der Kapelle sind ohne künstlerischen Wert. Früher befand sich in der kleinen Sakristei eine polychrome Dreifaltigkeitsgruppe aus Holz, ebenfalls aus dem 18. Jahrhundert; diese gelangte 1978 nach einer gründlichen Restaurierung als Leihgabe an die Stadtpfarrkirche, wo sie über dem Eingang zur Kreuzkapelle einen würdigen Platz gefunden hat.

## Altkatholische Kirchengemeinde in Baden
Die St. Annakapelle ist eine Gottesdienststätte der Altkatholischen Kirche Österreichs. Die Altkatholiken sind in Baden seit den 1930er Jahren in einer Diasporagemeinde organisiert, die der Kirchengemeinde Sankt Salvator (Wien) seelsorglich zugeordnet ist. Die altkatholische Diasporagemeinde Baden nimmt regelmäßig an der Langen Nacht der Kirchen teil.